# 流通センター (山形市)
流通センター（りゅうつうセンター）は、山形県山形市に存在する町名。現行行政地名は流通センター一丁目～四丁目である。全域で住居表示が実施済み。町域全体が山形市の流通業務団地となっており、人口は0人。

## 人口と世帯
2015年（平成27年）6月30日現在の世帯数と人口は以下の通りである。
| 丁目              | 世帯数 | 人口 |
| ----------------- | ------ | ---- |
| 流通センター1丁目 | 0世帯  | 0人  |
| 流通センター2丁目 | 0世帯  | 0人  |
| 流通センター3丁目 | 0世帯  | 0人  |
| 流通センター4丁目 | 0世帯  | 0人  |
| 計                | 0世帯  | 0人  |

## 地理
流通センターは山形市内北部の楯山地区に位置し、北から時計回りに青柳、風間、穂積、浜崎、落合町に接する。
市内中心部から車で15分ほど、国道13号沿いにあり、卸売業を中心とした多数の企業が立地する。特に北東端に当たる4丁目には貨物運送に関わる企業が集中している。

## 交通
- 町域のすぐ北にJR仙山線が東西方向に走っているが、駅はない。
- 山形自動車道が町域内を東西に横切るほか、町域のすぐ東を国道13号が南北方向に走っている。

## 施設
- 山形流通団地会館
- 山形流通センター内郵便局